# Plexitartessus
Plexitartessus är ett släkte av insekter. Plexitartessus ingår i familjen dvärgstritar.
Kladogram enligt Catalogue of Life:
| Plexitartessus | \| \| Plexitartessus brandti \| \| \| \| \| \| Plexitartessus extremus \| \| \| \| \| \| Plexitartessus hambledonensis \| \| \| \| \| \| Plexitartessus macalpinei \| \| \| \| \| \| Plexitartessus pulchellus \| \| \| \| \| \| Plexitartessus smithersi \| \| \| \| |
|                | \| \| Plexitartessus brandti \| \| \| \| \| \| Plexitartessus extremus \| \| \| \| \| \| Plexitartessus hambledonensis \| \| \| \| \| \| Plexitartessus macalpinei \| \| \| \| \| \| Plexitartessus pulchellus \| \| \| \| \| \| Plexitartessus smithersi \| \| \| \| |
|                | Plexitartessus brandti |
|                | |
|                | Plexitartessus extremus |
|                | |
|                | Plexitartessus hambledonensis |
|                | |
|                | Plexitartessus macalpinei |
|                | |
|                | Plexitartessus pulchellus |
|                | |
|                | Plexitartessus smithersi |
|                | |